# Endasys megamelanus
Endasys megamelanus là một loài tò vò trong họ Ichneumonidae.